# Церковь Ирландии
Церковь Ирландии (ирл. Eaglais na hÉireann, англ. Church of Ireland) — протестантская церковь, входящая в Англиканское сообщество в качестве провинции. Объединяет англикан как в Северной Ирландии, так и в Республике Ирландия, являясь второй по числу последователей на острове после Римско-католической церкви.

## История
Церковь Ирландии была основана в 1536 году решением ирландского парламента и короля Генриха VIII, ставшего верховным правителем церкви, одновременно с Церковью Англии, и была провозглашена государственной. Хотя большинство епископата поддержало реформы, значительная часть священников и ирландского населения сохранило верность католицизму. Первоначально доктрина Церкви Ирландии была ближе к кальвинизму и радикальнее, чем у Церкви Англии, что было узаконено в 1615 году в «Ирландских статьях», написанных архиепископом Армы Джеймсом Ашшером. Однако в 1634 году «39 статей англиканского вероисповедания» были утверждены наряду с ирландскими, а с 1660 года стали единственными. В это же время был выполнен перевод Библии на ирландский язык — Новый завет был напечатан в 1602 году, а Ветхий завет — в 1680 году.
После объединения Великобритании и Ирландии в Соединённое королевство в 1801 году церкви Ирландии и Англии также были объединены в Объединённую церковь Великобритании и Ирландии, а избираемые по ротации один архиепископ и три епископа вошли в Палату лордов. В 1836 году была сокращена церковная десятина, которую до этого платили лица всех вероисповеданий, а в 1869 году, поскольку Церковь Ирландии пользовалась поддержкой меньшинства населения, либеральное правительство Уильяма Гладстона приняло «Акт о разделении ирландской церкви», по которому с 1871 году она потеряла статус государственной, государственную финансовую поддержку и часть имущества, перешедшего государству, а также представительство в Палате лордов, получив в обмен право на автономное управление Синодом. Церковь Ирландии стала второй после Церкви Новой Зеландии, перешедшей на подобный способ управления.
Потеря государственной поддержки вызвала серьёзные финансовые проблемы, особенно в приходах, расположенных в католических районах. После разделения Ирландии в 1922 году церковь осталась единой. В настоящее время Церковь Ирландии придерживается в целом доктрины низкой церкви, так, в 1991 году было разрешено посвящение женщин в священники.

## Структура
Церковь Ирландии, придерживающаяся епископальной системы управления, состоит из 12 диоцезов, возглавляемых епископами и подразделяющихся на приходы. Пять диоцезов в южной части острова (Кашел и Оссори; Корк, Клойн и Росс; Дублин и Глендалох; Лимерик и Киллало; Мит и Килдар) объединены в провинцию Дублина, а семь диоцезов северной части (Арма; Клохер; Коннор; Дерри и Рафоу; Даун и Дромор; Килмор, Элвин и Ардаг; Туллам, Киллала и Ахонри) в провинцию Армы. Обе провинции возглавляются архиепископами, из которых архиепископ Дублина (Майкл Джексон с 2011 года) титулуется Примасом Ирландии, а архиепископ Армы (Алан Харпер с 2007 года) — Примасом всей Ирландии, являясь первым иерархом церкви и её главой, хотя не имеет реальной власти.

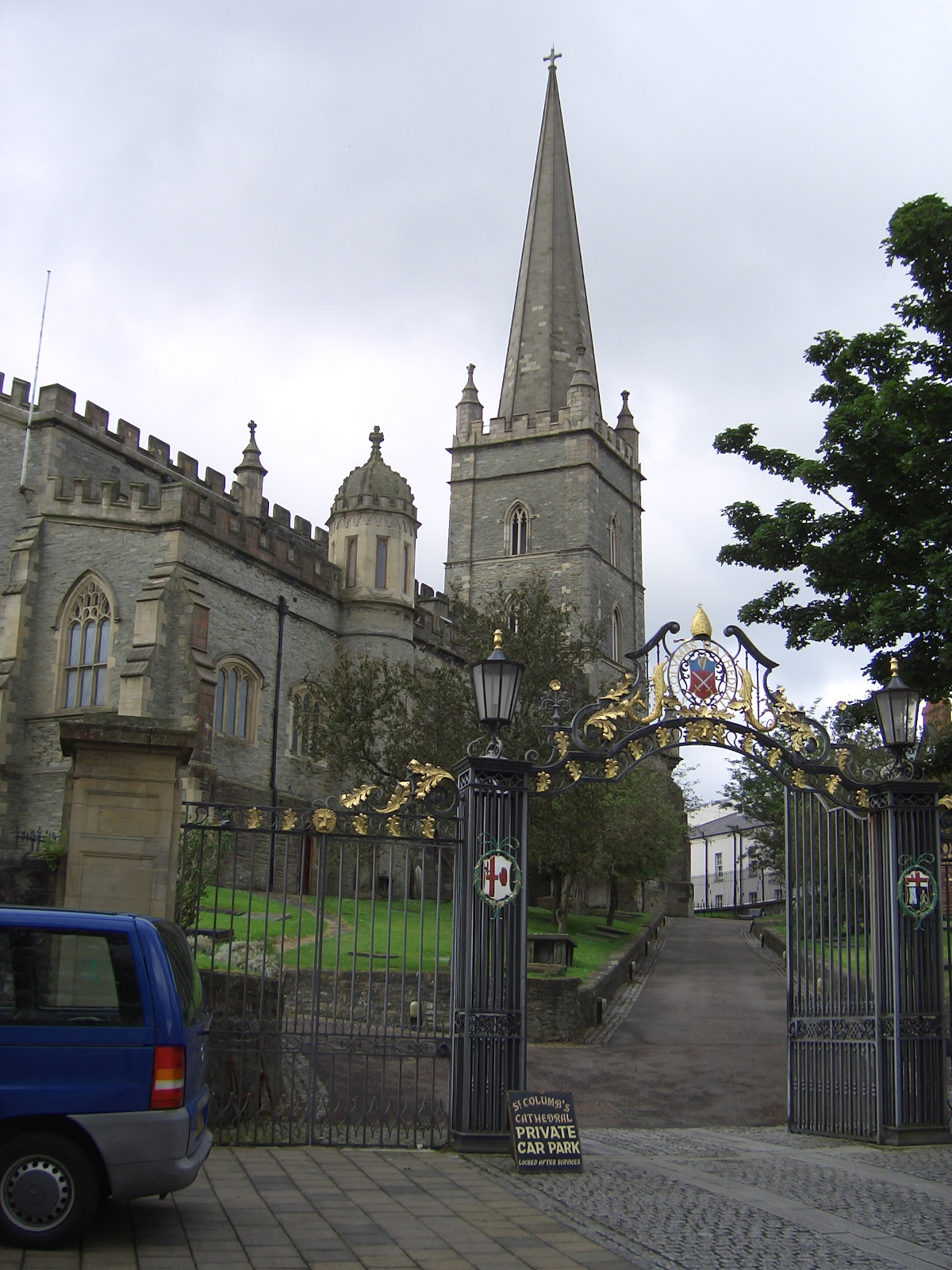
Собор Святого Колумбы в Дерри

Управление делами церкви осуществляет Синод, состоящий из двух палат — Палаты епископов и Палаты представителей, избираемой прихожанами, из которых первая имеет первенство и право на тайное голосование. Важные решения должны быть приняты двумя третями голосов в обеих палатах.
Церковь Ирландии придерживается общеангликанской доктрины вероучения. Символом церкви является Флаг Святого Патрика. Как и большинство англиканских церквей, церковь входит во Всемирный совет церквей.
Кафедральными соборами церкви служат Собор Святого Патрика для провинции Армы и Церковь Крайст-черч для Дублинской провинции. Расположенный в Дублине Собор Святого Патрика с 1871 году имеет статус национального, хотя не содержит епископской кафедры.

## Распространение
В настоящее время общее число приверженцев Церкви Ирландии составляет около 365,000 человек. 65 % прихожан живут в Северной Ирландии, и около 35 % — в Республике Ирландия. В Северной Ирландии, однако, сторонники Церкви Ирландии составляют всего лишь чуть более 15 % от общего числа населения, в то время как пресвитериане — более 20 %. В Республике Ирландия число сторонников церкви, сокращавшееся в течение XX века, в настоящее время составляет 8,6 % и вновь растёт. Наибольшее число англикан наблюдается в графстве Уиклоу, где их 6,9 %, а среди городов в Грейстонсе (9,8 %).

## Внешние ссылки
- Официальный сайт